# Xbox (console)
Xbox là một máy chơi trò chơi video gia đình và là phần đầu tiên trong loạt máy chơi trò chơi video Xbox do Microsoft sản xuất. Nó được phát hành dưới dạng bước đột phá đầu tiên của Microsoft vào thị trường máy chơi game vào ngày 15 tháng 11 năm 2001 tại Bắc Mỹ, tiếp theo là Úc, Châu Âu và Nhật Bản vào năm 2002.  Nó được phân loại là một thế hệ video game console thứ sáu, cạnh tranh với PlayStation 2 của Sony và GameCube của Nintendo. Nó cũng là máy chơi game chính đầu tiên được một công ty Mỹ sản xuất kể từ khi Atari Jaguar ngừng sản xuất vào năm 1996.
Được công bố vào năm 2000, Xbox có sức mạnh đồ họa nổi trội so với các đối thủ của nó, có Bộ xử lý Intel Pentium III 733 MHz, bộ xử lý có thể tìm thấy trên PC tiêu chuẩn. Nó cũng được ghi nhận về kích thước và trọng lượng giống như PC, và là console đầu tiên có ổ cứng tích hợp. Vào tháng 11 năm 2002, Microsoft đã ra mắt Xbox Live, một dịch vụ chơi trò chơi trực tuyến có tính phí, cho phép các thuê bao tải xuống nội dung mới và kết nối với những người chơi khác thông qua kết nối băng thông rộng. Không giống như các dịch vụ trực tuyến từ Sega và Sony, Xbox Live có hỗ trợ trong thiết kế bảng điều khiển gốc thông qua cổng Ethernet tích hợp. Dịch vụ này đã giúp Microsoft có chỗ đứng sớm trong mảng trò chơi trực tuyến và giúp Xbox trở thành đối thủ cạnh tranh trong thế hệ máy chơi game thứ sáu. Sự phổ biến của các tựa game bom tấn như Halo 2 của Bungie đã góp phần vào sự phổ biến của mảng trò chơi trực tuyến và đặc biệt là các game bắn súng góc nhìn thứ nhất.
Xbox đã có một sự ra mắt kỷ lục ở Bắc Mỹ, với việc bán được 1,5 triệu chiếc trước cuối năm 2001, được hỗ trợ với sự phổ biến của một trong những tựa game ra mắt của hệ thống, Halo: Combat Evolve, đã bán được một triệu chiếc vào tháng 4/2002. Cuối cùng Xbox đã bán được tổng cộng 24 triệu chiếc trên toàn thế giới, bao gồm 16 triệu chiếc ở Bắc Mỹ; tuy nhiên, Microsoft đã không thể kiếm được lợi nhuận ổn định từ console này, vốn có giá sản xuất đắt hơn nhiều so với giá bán lẻ. Mặc dù mức độ phổ biến của Xbox là rất lớn, Microsoft đã mất hơn 4 tỷ đô la trong suốt thời gian sản phẩm này được đưa ra thị trường. Hệ thống này đã bán chạy hơn GameCube và Sega Dreamcast, nhưng đã bị PlayStation 2 qua mặt với khoảng cách rất xa, với doanh số bán hơn 100 triệu chiếc cho đến khi ngừng bán vào năm 2005. Xbox cũng ít phổ biến bên ngoài thị trường phương Tây; đặc biệt, nó có doanh thu thấp ở Nhật Bản do kích thước console lớn và quá nhiều trò chơi được bán cho khán giả Mỹ mà ít các tựa game do Nhật Bản phát triển. Việc sản xuất Xbox đã bị ngừng vào năm 2005, với việc Microsoft hoàn toàn ngừng hỗ trợ hết bảo hành vào năm 2009 và chấm dứt hỗ trợ Xbox Live cho hệ thống vào năm 2010. Xbox là sản phẩm đầu tiên trong một thương hiệu máy chơi game video được Microsoft phát triển, với sản phẩm tiếp theo là Xbox 360, ra mắt năm 2005, sau đó là Xbox One vào năm 2013.

## Lịch sử

### Sáng tạo và phát triển
Trước Xbox, Microsoft đã tìm thấy thành công khi xuất bản trò chơi video cho máy PC chạy Windows của họ, phát hành các tựa game nổi tiếng như Microsoft Flight Simulator và Age of Empires với thành công lớn. Tuy nhiên, Microsoft đã không tập trung vào thị trường console, vốn đang do PlayStation của Sony thống trị. Sony đang làm việc trên máy chơi trò chơi video tiếp theo của họ, PlayStation 2, và đã công bố chính thức sản phẩm này ra công chúng vào ngày 2 tháng 3 năm 1999. Sony dự định cho hệ thống này hoạt động như một cửa ngõ cho tất cả các loại hình giải trí gia đình. Giám đốc điều hành của Microsoft, Bill Gates, coi chiếc PS2 sắp ra mắt của Sony là một mối đe dọa đối với dòng máy tính Windows của Microsoft, với lo ngại rằng hệ thống bao gồm tất cả có thể loại bỏ lợi ích của người tiêu dùng trong PC và đẩy Microsoft ra khỏi thị trường. Thấy các trò chơi video đang phát triển nhanh chóng thành một ngành công nghiệp lớn, Gates đã quyết định rằng Microsoft cần phải tham gia vào thị trường trò chơi console để cạnh tranh với Sony. Trước đây, Sega đã phát triển một phiên bản Windows CE cho Dreamcast để được các nhà phát triển trò chơi sử dụng. Ngoài ra, Gates đã trực tiếp tiếp cận với CEO Nobuyuki Idei của Sony trước khi có thông báo công khai về PS2 liên quan đến việc cho phép Microsoft phát triển phần mềm lập trình cho giao diện console, nhưng lời đề nghị đã bị Idei từ chối để ủng hộ việc Sony tạo ra phần mềm độc quyền cho console.
Năm 1998, bốn kỹ sư từ nhóm DirectX của Microsoft - Kevin Bachus, Seamus Blackley, Ted Hase và trưởng nhóm DirectX Otto Berkes  - đã bắt đầu thảo luận về ý tưởng cho một giao diện điều khiển mới chạy trên công nghệ DirectX của Microsoft. Nat Brown, Kiến trúc sư phần mềm Windows tại Microsoft, cũng sẽ trở thành người đóng góp thường xuyên cho dự án sau khi gặp Hase vào tháng 11/1998. Dự án có tên mã là "Midway", liên quan đến Trận chiến Midway trong Thế chiến 2, trong đó Nhật Bản đã bị quân đội Mỹ đánh bại một cách quyết đoán, thể hiện mong muốn của Microsoft sẽ vượt qua Sony trên thị trường console. Nhóm DirectX đã tổ chức cuộc họp phát triển đầu tiên vào ngày 30 tháng 3 năm 1999, trong đó họ đã thảo luận các vấn đề như khởi động PC với tốc độ nhanh hơn bình thường.  Console sẽ chạy Windows 2000 bằng DirectX 8.1, cho phép các nhà phát triển PC dễ dàng chuyển sang làm game cho giao diện điều khiển, đồng thời cho nó khả năng xử lý lớn hơn so với hầu hết các máy chơi game gia đình khác. Theo Blackley, sử dụng công nghệ PC làm nền tảng cho bảng điều khiển trò chơi video sẽ loại bỏ các rào cản công nghệ của hầu hết các máy chơi game gia đình, cho phép các nhà sáng tạo trò chơi mở rộng hơn nữa về sự sáng tạo của chính họ mà không phải lo lắng về các hạn chế phần cứng.
4 thành viên nhóm DirectX gặp phải bất đồng với nhóm kỹ sư Thung lũng Silicon đằng sau WebTV, công ty đã gia nhập Microsoft sau khi họ mua bản quyền cho thiết bị này. Giám đốc điều hành của Microsoft, Craig Mundie muốn dự án được lãnh đạo bởi nhóm WebTV, người tin rằng giao diện điều khiển nên được xây dựng từ đầu để trở thành một thiết bị chạy Windows CE; tuy nhiên, nhóm DirectX đã kiên quyết về ý tưởng tái sử dụng các thành phần phần cứng của PC, như ổ đĩa cứng, cho rằng chúng được sản xuất với giá rẻ và có thể dễ dàng cập nhật hàng năm. Cả bốn nhà phát triển đã nhận được sự hỗ trợ của Ed Fries, người đứng đầu bộ phận chơi game của Microsoft, người tin rằng việc sử dụng ổ cứng nói riêng sẽ mang lại cho máy chơi game một lợi thế kỹ thuật giữa các đối thủ mặc dù chi phí sản xuất cao. Cả hai nhóm đối lập đều đưa ra lập luận của mình với Gates vào ngày 5 tháng 5 năm 1999 tại một cuộc họp có sự tham gia của hơn 20 người khác nhau. Đội ngũ của WebTV, trong đó có Nick Baker, Dave Riola, Steve Perlman và Tim Bucher cũng như nhà tài trợ của họ, Craig Mundie, đã tạo ra trường hợp tạo ra một thiết bị sẽ rẻ hơn rất nhiều, nhấn mạnh rằng hầu hết các máy chơi game thường được bán với giá khoảng 300 đô la. Họ cũng muốn sử dụng một con chip đồ họa tùy chỉnh, những thứ tương tự có thể được chia sẻ trên một số thiết bị gia đình khác nhau. Ngược lại, Fries, chứng nhận cho nhóm DirectX, lập luận rằng việc sử dụng ổ cứng PC sẽ khiến bảng điều khiển của Microsoft khác biệt với các đối thủ cạnh tranh bằng cách cho phép thực hiện trực tiếp việc truy cập trực tuyến, một lập luận mà Gates phải đối mặt. Khi Gates đặt câu hỏi liệu các trò chơi trên PC có thể được chuyển sang bảng điều khiển mới một cách hiệu quả hay không, Blackley giải thích rằng máy sẽ sử dụng phần cứng DirectX, nghĩa là chúng có thể được chuyển đổi dễ dàng. Gates rất ủng hộ đề xuất này trên WebTV, có khái niệm dựa trên Windows CE, một biến thể Windows bị loại bỏ rất nhiều không tương thích với DirectX. Do đó, Gates đứng về phía khái niệm DirectX và đưa nhóm của Berkes đi trước để tạo ra một console trò chơi video mới. Mặc dù vậy, WebTV vẫn sẽ đóng một phần trong lần ra mắt đầu tiên của Xbox.
Nhóm DirectX bắt đầu xây dựng các console mẫu, mua một số máy tính Dell và sử dụng các bộ phận bên trong của chúng. Trong số những cái tên được xem xét cho giao diện điều khiển mới có một số từ viết tắt, bao gồm "Windows Entertainment Project" (WEP), "Microsoft Total Gaming" (MTG), "Microsoft Interactive Network Device" (MIND) và "Microsoft Interactive Center" (MIC). Ngoài ra, trong số các tên được xem là "DirectX Box", đề cập đến sự phụ thuộc của hệ thống vào Direct X. Tại một thời điểm, Hase đã đùa giỡn với các tên "XXX-Box" và "DirectXXX-Box" như một cái gật đầu của hệ thống nội dung người lớn so với máy chơi game của Sony hoặc Nintendo. "DirectX Box" nhanh chóng được rút ngắn thành "Xbox" thông qua một cuộc trò chuyện email và cuối cùng được nhóm phát triển ưa thích, mặc dù một số biến thể chính tả đã được đưa ra, chẳng hạn như xBox, XboX và X-box.   Bộ phận tiếp thị của Microsoft không thích cái tên này, đề xuất "11-X" hoặc "Eleven-X" là lựa chọn thay thế.  Trong quá trình thử nghiệm tập trung, công ty đã đặt tên "Xbox" vào danh sách các tên có thể trong quá trình thử nghiệm tập trung chỉ để chứng minh mức độ phổ biến của tên Xbox với người tiêu dùng. Tuy nhiên, "Xbox" đã chứng tỏ là tên phổ biến hơn trong danh sách trong quá trình thử nghiệm của người tiêu dùng và do đó được chọn làm tên chính thức của sản phẩm.
Khi thiết kế vật lý của bộ điều khiển bắt đầu, các bảng mạch cho bộ điều khiển đã được sản xuất. Microsoft đã yêu cầu nhà cung cấp của họ, Mitsumi Electric, cho một thiết kế bảng mạch xếp và xếp tương tự được sử dụng trong bộ điều khiển DualShock 2 của Sony, nhưng công ty này đã từ chối sản xuất một thiết kế như vậy cho Microsoft. Điều này dẫn đến bộ điều khiển ban đầu của Xbox cồng kềnh và to gần gấp ba lần bộ điều khiển của Sony. Thiết kế bộ điều khiển ban đầu này không bao giờ được ra mắt tại Nhật Bản, trong đó giao diện điều khiển thay vì ra mắt với phiên bản nhỏ hơn, được thiết kế lại có tên "Bộ điều khiển S" sử dụng thiết kế bảng mạch nhỏ gọn hơn.

### Thông báo ra mắt
Lần đầu tiên Gates công khai đề cập đến Xbox trong một cuộc phỏng vấn vào cuối năm 1999, nói rằng ông muốn hệ thống trở thành nhà phát triển trò chơi sáng tạo nhất và tốt nhất trên thế giới ". Sau đó, nó đã được Gates công bố chính thức trong một bài phát biểu quan trọng tại Hội nghị các nhà phát triển trò chơi vào ngày 10 tháng 3 năm 2000, cho thấy một bản dựng nguyên mẫu đầu tiên của hệ thống và một loạt các bản demo giới thiệu phần cứng của nó. Bài thuyết trình và hệ thống mới đã được các nhà phát triển đón nhận, gây ấn tượng với cả ổ cứng và cổng Ethernet và hấp dẫn họ với khái niệm các công cụ phát triển dễ sử dụng.  Vào thời điểm thông báo của Gates, doanh số Dreamcast của Sega đang giảm dần và PlayStation 2 của Sony chỉ được bán tại Nhật Bản. Gates đã nói chuyện với cố chủ tịch Isao Okawa của Sega về khả năng tương thích Xbox với các trò chơi Dreamcast, nhưng các cuộc đàm phán đã sụp đổ về việc có nên thực hiện dịch vụ trực tuyến SegaNet của Dreamcast hay không.
Xbox chính thức được ra mắt trước công chúng bởi Gates và khách mời đô vật chuyên nghiệp The Rock tại CES 2001 ở Las Vegas vào ngày 3 tháng 1 năm 2001. Microsoft đã công bố ngày phát hành và giá của Xbox tại E3 2001 vào tháng Năm. Hầu hết các tựa game ra mắt Xbox đã được công bố tại E3, đáng chú ý nhất là Halo: Combat Evolve và Dead or Alive 3. 
Để chuẩn bị cho sự ra mắt của Xbox, Microsoft đã mua lại Bungie và sử dụng Halo: Combat Evolve làm tiêu đề ra mắt. Vào thời điểm đó, GoldenEye 007 cho Nintendo 64 là một trong số ít các game FPS đình đám xuất hiện trên bảng điều khiển, cũng như các tựa game như Perfect Dark và Medal of Honor. Halo: Combat Evolve đã chứng minh là một trò chơi tốt để thúc đẩy doanh số của Xbox.

### Quảng bá
Năm 2002, Ủy ban Truyền hình Độc lập (ITC) đã cấm quảng cáo cho Xbox trên truyền hình ở Vương quốc Anh sau khi phàn nàn rằng nó "gây khó chịu, gây sốc và có cảm hứng xấu". Quảng cáo Xbox mô tả một người mẹ sinh ra một bé trai, và bé bị bắn như một viên đạn xuyên qua cửa sổ bị lão hóa nhanh chóng khi anh ta bay trong không khí. Quảng cáo kết thúc với anh ta, giờ đã thành một ông già đâm sầm vào mộ của chính mình và khẩu hiệu: "Cuộc sống rất ngắn ngủi. Hãy chơi nhiều hơn. " 

### Ngưng sản xuất và sản phẩm kế nhiệm
Sản phẩm kế nhiệm của Xbox, Xbox 360, được chính thức công bố vào ngày 12 tháng 5 năm 2005 trên MTV. Đó là hệ thống thế hệ tiếp theo đầu tiên được công bố. Xbox 360 được phát hành ở Bắc Mỹ vào ngày 22 tháng 11 năm 2005. Nvidia đã ngừng sản xuất GPU của Xbox vào tháng 8 năm 2005, đánh dấu sự kết thúc của việc sản xuất Xbox hoàn toàn mới. Trò chơi Xbox cuối cùng ở châu Âu là Xiaolin Showdown được phát hành vào tháng 6 năm 2007 và trò chơi cuối cùng ở Bắc Mỹ là Madden NFL 09 được phát hành vào tháng 8 năm 2008. Hỗ trợ cho các máy chơi trò chơi Xbox không được bảo hành đã bị ngừng vào ngày 2 tháng 3 năm 2009. Hỗ trợ cho Xbox Live trên console đã kết thúc vào ngày 15 tháng 4 năm 2010 
Xbox 360 hỗ trợ một số lượng hạn chế thư viện trò chơi của Xbox nếu người chơi có ổ cứng Xbox 360 chính thức. Trò chơi Xbox đã được thêm vào cho đến tháng 11 năm 2007. Các bản lưu (save) của trò chơi Xbox không thể được chuyển sang Xbox 360 và khả năng chơi trò chơi Xbox thông qua Xbox LIVE đã bị ngừng kể từ ngày 15 tháng 4 năm 2010. Vẫn có thể chơi các trò chơi Xbox với chức năng System Link trực tuyến thông qua cả console gốc và Xbox 360 với phần mềm đường hầm như XLink Kai. Tại E3 2017 đã có công bố rằng Xbox One sẽ được hỗ trợ cho một số lượng hạn chế của thư viện trò chơi Xbox.
Từ năm 2005 đến 2013, người hâm mộ của Xbox gọi nó là Xbox 1; tuy nhiên, do Microsoft phát hành một console khác có tên Xbox One vào năm 2013, nó đã được biết đến như là Xbox gốc (original Xbox).

## Phần cứng

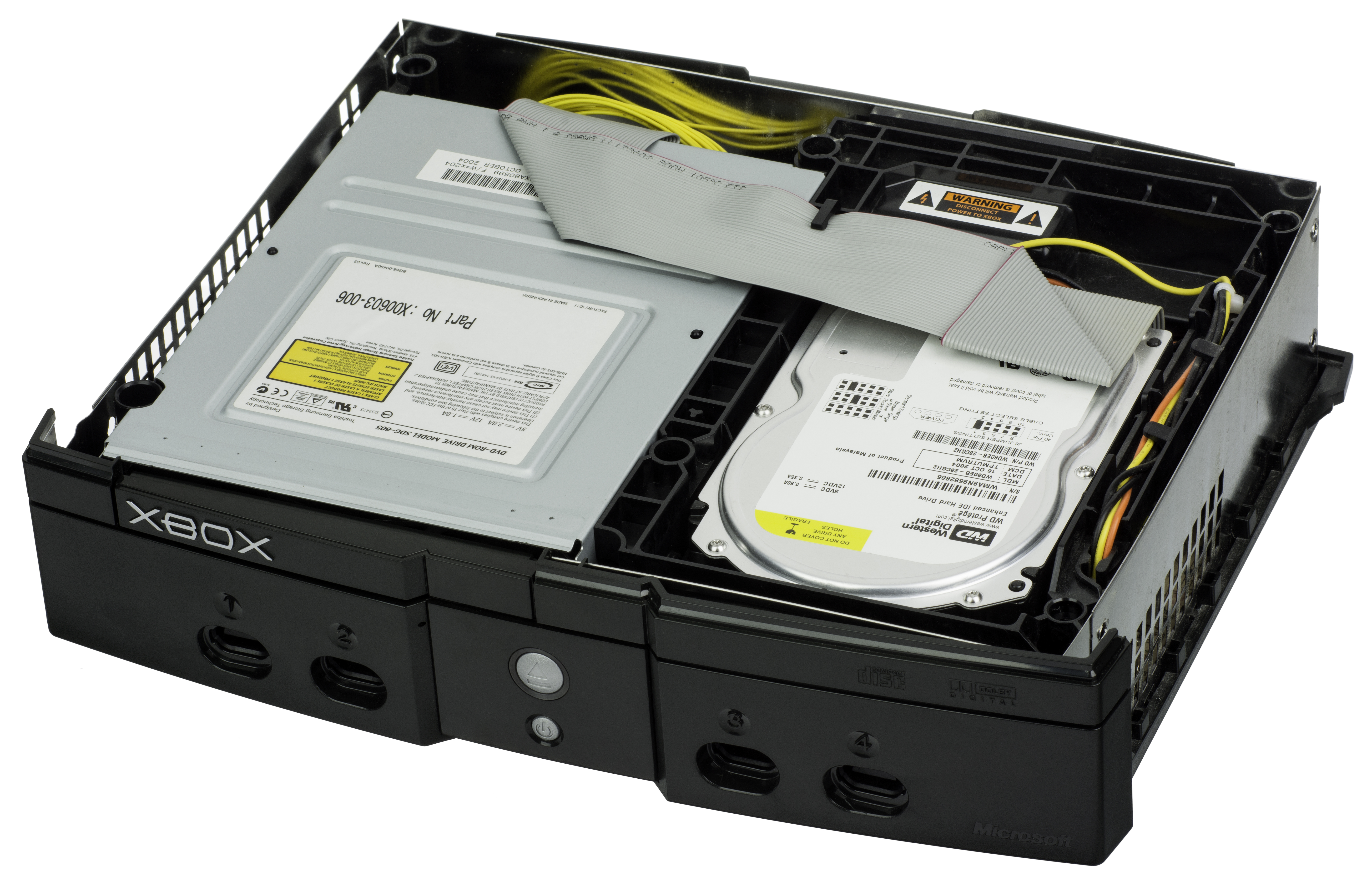
Việc sử dụng các thành phần máy tính để bàn tiêu chuẩn như DVD-ROM và ổ cứng đã góp phần lớn vào việc tạo ra khối lượng và kích cỡ lớn của Xbox.

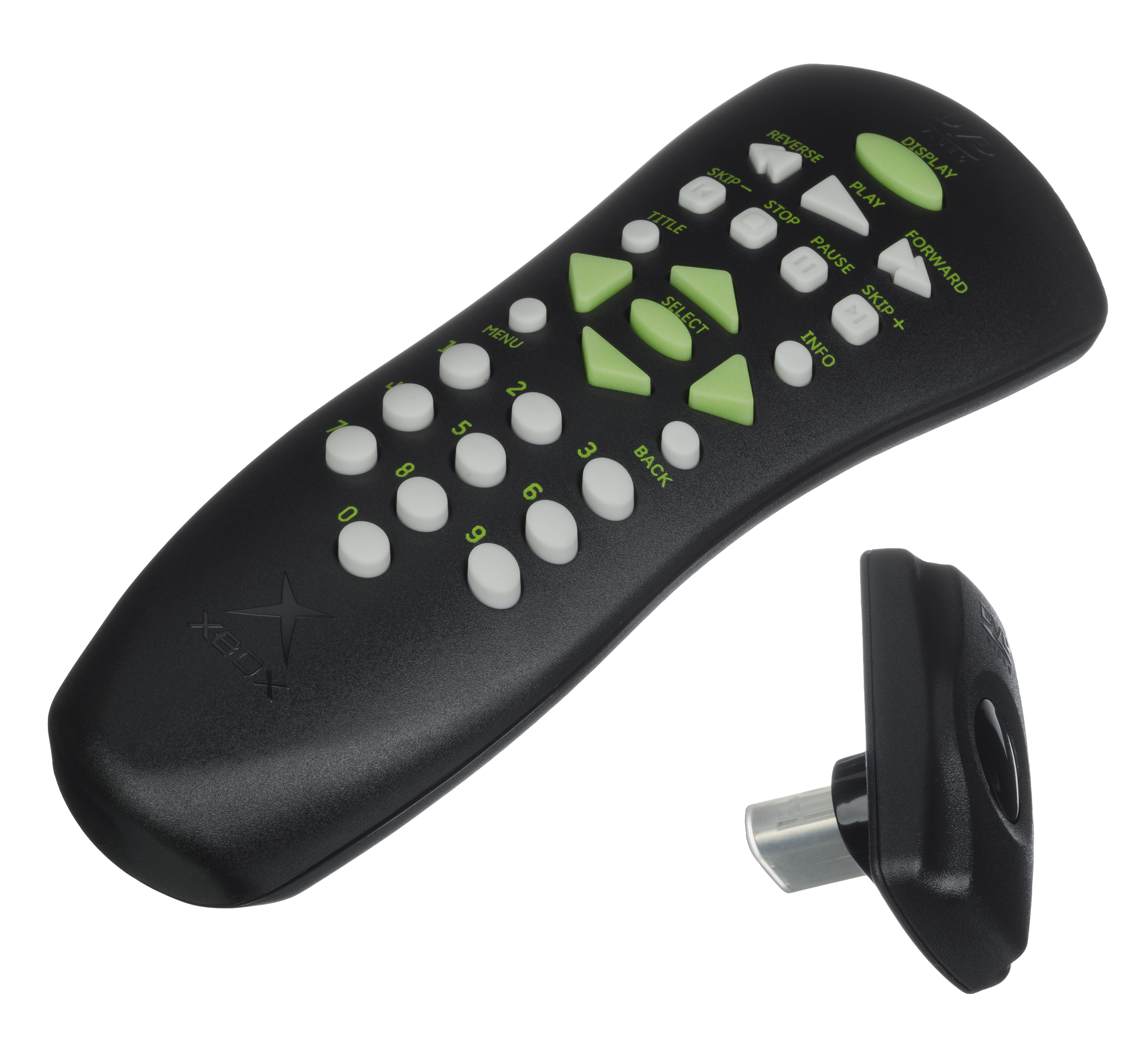
Một điều khiển từ xa được bán riêng là cần thiết để phát lại phim DVD trên Xbox.

Xbox là bảng điều khiển trò chơi video đầu tiên có ổ đĩa cứng tích hợp, được sử dụng chủ yếu để lưu trữ các bản lưu trò chơi và nội dung được tải xuống từ Xbox Live. Điều này đã loại bỏ nhu cầu sử dụng thẻ nhớ riêng (mặc dù một số máy chơi game cũ hơn, chẳng hạn như Amiga CD32, đã sử dụng bộ nhớ flash bên trong và các loại khác, như TurboGrafx-CD, Sega CD và Sega Saturn, đều đã có bộ nhớ dự phòng pin tích hợp trước đó đến 2001). Một người dùng Xbox có thể trích xuất nhạc từ đĩa CD âm thanh tiêu chuẩn sang ổ cứng và những bài hát này được sử dụng cho các bản nhạc tùy chỉnh trong một số trò chơi.
Không giống như PlayStation 2, có thể phát DVD phim mà không cần điều khiển từ xa (mặc dù có sẵn điều khiển từ xa), Xbox yêu cầu bộ chuyển đổi hồng ngoại bên ngoài được cắm vào cổng bộ điều khiển để phát DVD phim. Nếu phát lại DVD được thử mà không cắm cảm biến hồng ngoại, màn hình lỗi sẽ bật lên thông báo cho người dùng về sự cần thiết của Bộ phát lại DVD. Bộ công cụ cho biết bao gồm cảm biến hồng ngoại và điều khiển từ xa (không giống như bộ điều khiển Xbox, bộ điều khiển Xbox không thể được sử dụng để điều khiển phát lại DVD). Điều khiển từ xa được Thomson sản xuất (cũng là công ty sản xuất ổ đĩa quang cho Xbox), có nghĩa là phiên bản sửa đổi của thiết kế từ xa được sử dụng bởi các thiết bị điện tử tiêu dùng của RCA, GE và ProScan trong thời điểm đó đã được sử dụng cho điều khiển Xbox, và do đó người dùng mong muốn sử dụng một điều khiển từ xa phổ quát đã được hướng dẫn sử dụng mã từ xa DVD.
Xbox là sản phẩm chơi game đầu tiên có công nghệ mã hóa nội dung tương tác Dolby, cho phép mã hóa Dolby Digital thời gian thực trong các máy chơi game. Các máy chơi game trước đây chỉ có thể sử dụng Dolby Digital 5.1 trong khi phát lại cutscene không tương tác.
Xbox dựa trên phần cứng PC và lớn hơn và nặng hơn nhiều so với các sản phẩm cùng thời. Điều này phần lớn là do ổ đĩa DVD-ROM cồng kềnh và kích thước chuẩn ổ cứng 3,5 inch. Xbox cũng đã đi tiên phong trong các tính năng an toàn, chẳng hạn như dây cáp tách rời cho bộ điều khiển để ngăn bàn điều khiển khỏi bị kéo khỏi bề mặt mà nó nằm trên đó.
Năm 2002, Microsoft và Nvidia đã tiến hành phân xử trọng tài về tranh chấp về giá chip của Nvidia cho Xbox.  Hồ sơ của Nvidia với SEC chỉ ra rằng Microsoft đang tìm kiếm khoản chiết khấu 13 triệu đô la cho các lô hàng cho năm tài chính 2002 của NVIDIA. Microsoft cáo buộc vi phạm thỏa thuận hai công ty đã tham gia, tìm cách giảm giá chipset và tìm cách đảm bảo Nvidia thực hiện các đơn đặt hàng chipset của Microsoft mà không giới hạn về số lượng. Vấn đề này đã được giải quyết riêng vào ngày 6 tháng 2 năm 2003.
Xbox bao gồm cáp AV tiêu chuẩn cung cấp video tổng hợp và âm thanh mono hoặc âm thanh nổi cho TV được trang bị đầu vào RCA. Xbox châu Âu cũng bao gồm giắc cắm RCA cho khối chuyển đổi SCART cũng như cáp AV tiêu chuẩn.
Thẻ nhớ trạng thái rắn có thể tháo rời 8MB có thể được cắm vào bộ điều khiển, trên đó các bản lưu trò chơi có thể được sao chép từ ổ đĩa cứng khi trong trình quản lý bộ nhớ của bảng điều khiển Xbox hoặc được lưu trong trò chơi. Hầu hết các bản lưu trò chơi Xbox có thể được sao chép vào đơn vị bộ nhớ và chuyển sang bảng điều khiển khác nhưng một số bản lưu Xbox được ký điện tử. Cũng có thể lưu tài khoản Xbox Live trên một đơn vị bộ nhớ, để đơn giản hóa việc sử dụng nó trên nhiều Xbox. Các cổng ở đầu bộ điều khiển cũng có thể được sử dụng cho các phụ kiện khác, chủ yếu là tai nghe để trò chuyện bằng giọng nói qua Xbox Live.

### Thông số kỹ thuật
CPU Xbox là bộ xử lý Intel Pentium III Coppermine tùy chỉnh 32 bit 733 MHz. Nó có 133 MHz 64 bit GTL + bus phía trước (FSB) với băng thông 1.06 GB/s. Hệ thống có 64MB SDRAM thống nhất, với băng thông 6,4 GB/giây, trong đó CPU sử dụng 1,06 GB/giây và 5,34 GB/giây được chia sẻ giữa các phần còn lại của hệ thống.
GPU của nó là 233 MHz NV2A của Nvidia. Nó có hiệu suất dấu phẩy động là 7,3 GFLOPS, có khả năng tính toán hình học với tốc độ lý thuyết lên tới 115 triệu vertices/giây. Nó có tốc độ lấp đầy cực đại là 932 megapixel/giây, có khả năng hiển thị lý thuyết 29 triệu hình tam giác 32 pixel/giây. Với các giới hạn về băng thông, nó có tốc độ lấp đầy thực tế là 250-700 megapixel/giây, với bộ đệm Z, tạo sương mù, trộn alpha và ánh xạ kết cấu, mang lại cho nó hiệu suất trong thế giới thực là 7,8-21 triệu tam giác 32 pixel/giây.

## Xbox Live
Vào ngày 15 tháng 11 năm 2002, Microsoft đưa ra dịch vụ game trực tuyến gọi là Xbox Live cho phép những khách hàng của Xbox Live chơi hoặc đấu với những khách hàng khác của Xbox Live trong khắp thế giới và download những món đồ mới cho game của Xbox thông qua ổ cứng của hệ thống. Dịch vụ này chỉ dành cho mạng băng thộng rộng (ADSL và DSL, CABLE). Gần 250.000 người đã đăng ký dịch vụ này sau hai tháng ra mắt. Vào tháng 7 năm 2004, Microsoft thông báo rằng Xbox Live đã đạt được con số 1 triệu thuê bao và chỉ trong một năm sau, vào tháng 7 năm 2005, số thuê bao của Xbox Live đã đạt tới con số 2 triệu. Xbox Live Gold subscription - thuê bao vàng của dịch vụ Xbox Live - cho phép người sử dụng sử dụng hầu hết mọi chức năng hiện trị giá 50$/một năm.

## Thị trường
Vào tháng 2 năm 2005, ước tính cho thấy doanh thu của Xbox chỉ đứng trước GameCube của Nintendo nhưng thua xa PlayStation 2 của Sony. Dựa theo thống kê của công ty, Microsoft đã vận chuyển 22 triệu máy trên toàn cầu đến hết năm 2005. Mặc dù đứng trước số máy của GameCube 20.61 triệu, nó bị PlayStation 2 bỏ xa với 100 triệu máy.
Xbox được ưa chuộng ở Bắc Mỹ với ước tính 13.5 triệu máy được bán ra và nhiều hơn PlayStation 2. Ở châu Âu, Xbox đang dẫn trước GameCube nhưng vẫn sau PlayStation 2.